# Тепловозная улица (Киев)
Тепловозная улица расположена в Дарницком районе Киева. Пролегает от улицы Привокзальной и Харьковского шоссе до перекрестка с улицами Тальновской и Здолбуновской. Длина — 1930 м. Нумерация домов по нечётной стороне от № 1 до № 15, по чётной — с № 2 по № 20. Жилая застройка — исключительно частный сектор. Движение транспорта — однополосное двустороннее. Тротуар присутствует только в начальной части улицы (до конца ограды Дарницкого кладбища). К Тепловозной улице прилегают следующие улицы: Затишная — дважды (начало и конец), Любарская улица, Ивана Кочерги, Здолбуновская, с 2011 года улица пересекается проспектом Петра Григоренко. Часть улицы проходит по берегу озера Прирва.

## История
Возникла в первой четверти XX века под названием Садовая улица. С 1920-х годов имела название 4-я улица Котовского (в честь Г. И. Котовского), в 1955—1957 — Активистов. Современное название — с 1957 года, от проходящей параллельно улице железной дороги.

## Здания, учреждения, организации
На Тепловозной улице расположены: Дарницкое кладбище (центральный вход), склад государственного коммунального предприятия «Экология» (Тепловозная, 2), представительство по приему-выдаче багажа транспортной компании «Автолюкс» (Тепловозная, 18 д), гаражно-строительные кооперативы «Дарницкий», «Буревестник» (Тепловозная, 18 г), со встроенными пунктами автосервиса.

## Транспорт
По всей длине улицы проходит маршрут автобуса № 42. По Здолбуновской улице проходит маршрут автобуса № 108.